# Келлер, Борис Александрович
Бори́с Алекса́ндрович Ке́ллер (16 [28] августа 1874, Санкт-Петербург, Российская империя — 29 октября 1945, Москва, СССР) — российский советский биолог немецкого происхождения, геоботаник, почвовед, специалист в области экологии растений, один из основателей динамической экологии растений. Академик АН СССР (1931) и ВАСХНИЛ (1935).

## Биография
Отец Б. А. Келлера был ассистентом кафедры анатомии Петербургской медицинской академии. Детские годы Келлера прошли в городах Вольске и Баронске, где его отец служил врачом. Уже с детских лет у него проявился интерес к естествознанию. Он страстно увлекается коллекционированием, собирая растения, а также раковины, минералы, всевозможных насекомых и пр.
B 1892 году Келлер закончил Саратовскую 1-ю мужскую гимназию с золотой медалью и поступил на медицинский факультет Московского университета, где под влиянием профессора ботаники И. Н. Горожанкина окончательно определился его путь начинающего учёного. В 1894 году он перешёл со 2-го курса медицинского факультета на 1-й курс естественного отделения физико-математического факультета, где продолжал заниматься под руководством того же И. Н. Горожанкина. В 1895 году за участие в студенческих беспорядках Б. А. Келлер был исключён из университета и выслан из Москвы в Саратовскую губернию без права въезда в университетские города.
Сначала он поселился в маленьком городке Аткарске, а затем устроился в отдалённой деревне домашним учителем к помещику. Но уже в следующем году в городе Петровске его снова арестовали по подозрению в принадлежности к Московскому рабочему союзу, доставили в Москву и поместили в Таганскую тюрьму. Через месяц его освободили из тюрьмы, но из Москвы выслали. В этот период Келлер служил корректором, а затем продавцом в книжном магазине.
В 1898 году Келлеру удалось перебраться в Казань и поступить в Казанский университет на 1-й курс физико-математического факультета. На кафедре ботаники преподавал в это время А. Я. Гордягин, который обратил внимание на молодого студента и привлёк его к работе Казанского общества естествоиспытателей. По поручению этого общества Б. А. Келлер участвовал в геоботанических исследованиях Саратовской губернии и опубликовал две ботанико-географические работы. Как писал позже учёный, «это было началом моей самостоятельной научной деятельности».
После окончания Казанского университета в 1902 году Б. А. Келлер был оставлен ассистентом при кафедре ботаники, но, не ограничивая свою деятельность университетом, он начал преподавать в женских гимназиях, принимал участие в создании средней школы повышенного типа.
В 1907 году вышла из печати его большая работа, совместная с Н. А. Димо, «В области полупустынь. Почвенные и ботанические исследования на юге Царицынского уезда Саратовской губернии», где ботаническая часть написана Келлером, а почвенная Н. А. Димо.
В этой работе Келлер применил оригинальный метод описания растительных ассоциаций — метод пробных площадок, который был затем признан как наиболее удобный и точный метод исследования. Составляя списки растений на пробных площадках, Келлер разлагал их на ряд экологических групп: многолетники и однолетники среди высших растений, мхи, лишайники и водоросли среди низших растений.
В следующей работе «По долинам и горам Алтая» (1914 год) флористические списки ещё более дифференцированы — в них выделены древесные и кустарниковые породы, злаки, осоковые и прочие цветковые, папоротникообразные, мхи, лишайники и водоросли. Описывая пробные участки, Келлер в то же время давал и общую картину участка, что особенно важно было фиксировать на месте, для того чтобы в дальнейшем можно было представить не только растительность данной местности, но и её ландшафт.
В. В. Алёхин о работе Келлера «В области полупустынь» писал: «Ценность описания Келлера не только в том, что она даёт детальный и всесторонний анализ растительности, но в значительной мере усиливается и тем, что растительность здесь всецело увязывается с общими условиями существования — рельеф, почва и пр.».
Изучая растительные ассоциации в связи с условиями среды, Келлер выдвинул метод экологических рядов и метод морфолого-экологического изучения растений. Первый метод — экологических рядов — основан на постепенной смене условий существования, благодаря чему также постепенно изменяется растительность. Второй способ изучает близкие формы растений в различных местообитаниях их — «систематика в поле», так называл Б. А. Келлер этот метод исследования.
Б. А. Келлер углублял и расширял свои работы по изучению степной, пустынной и полупустынной растительности. В 1908, 1909 и 1910 годах он совершил большие поездки — в Зайсанский уезд Семипалатинской области, в горный Алтай. В результате этих экспедиций появился второй труд — «По горам и долинам Алтая», в котором Келлер развивал свои методы исследований. Одновременно с изучением растительности он проводил тщательные измерения температуры почв, воды, воздуха, сопоставляя полученные данные с особенностями растительного покрова.
В 1910 году Б. А. Келлер получил приват-доцентуру в Казанском университете, а в 1913 году защитил в Юрьевском университете магистерскую диссертацию, после чего был приглашён в только что основанный Воронежский сельскохозяйственный институт.

Мемориальная доска Б. Келлеру в Воронеже. Пр. Революции, 7

С Воронежем связан большой период жизни и творческой работы Б. А. Келлера (1913—1931). Он был профессором созданной им кафедры ботаники Воронежского сельскохозяйственного института (1913—1931) и одновременно профессором Воронежского университета (1919—1931).
Вместе с организацией кафедры ботаники в 1913 году Б. А. Келлером были созданы ботанико-экологическая лаборатория (в 1928 году этой лаборатории было присвоено имя Б. А. Келлера) и ботанический сад, который являлся учебной и научной базой кафедры (в 1954 году ботаническому саду присвоено имя академика Б. А. Келлера).
С января по март 1918 года Б. А. Келлер возглавлял последний депутатский корпус Воронежского губернского земского собрания, которому на смену пришли Советы. Позднее Б. А. Келлер был членом Воронежского облисполкома, член ВКП(б) с 1930 года.
Занимаясь главным образом изучением степей и пустынь, Б. А. Келлер совершил десятки экспедиций и поездок, побывал в Средней Азии и Сибири, изучал среднее и нижнее Поволжье, Голодную степь и многие другие районы. В 1925 году Келлер принял участие в международной ботанической экскурсии в Швецию. От экспедиционных исследований Келлер перешёл к полустанционным, организовывая подвижные лаборатории в Сарепте, в чернозёмных степях, в Голодной степи и в Средней Азии.
В 1927 году Б. А. Келлер был приглашён в качестве учёного-консультанта по руководству экспериментальной научно-исследовательской работой в Селекционно-генетическую станцию в городе Козлове (с 1932 года город Мичуринск).
1 февраля 1931 года Б. А. Келлер был избран действительным членом Академии наук СССР по Отделению математических и естественных наук, специализация «ботаника» и получил назначение на должность директора Ботанического института Академии наук в Ленинграде; освобожден от этой должности по личной просьбе с 5 октября 1937 года, с 1935 года — также директор Почвенного института им. профессора В. В. Докучаева Академии наук.
Являлся редактором отдела ботаники 1-го издания Большой советской энциклопедии.
В 1935 году — член делегации СССР на конференции по защите академической свободы в Оксфорде (Англия) с докладом «Наука и учёные СССР».
В 1936 году Б. А. Келлер переехал в Москву и начал организацию Московского (ныне Главного) ботанического сада Академии наук. Война помешала этому новому большому делу. Вместе с коллективом сотрудников ботанического сада Б. А. Келлер выехал в 1941 году в Ашхабад, где находился Туркменский филиал Академии наук СССР. В этом же году он был избран председателем президиума Туркменского филиала Академии наук, который возглавлял до 1945 года.
Несмотря на преклонный возраст, Б. А. Келлер лично участвовал в полевых исследованиях природы Туркменистана по изучению вертикальной зональности в горах Копетдага методом пробных площадок и экологических рядов.
В то же время Борис Александрович работал над своей большой книгой, которая подводила итоги всей его научно-исследовательской деятельности, теоретическим и философским воззрениям, обобщала огромные материалы и весь опыт учёного, накопленный в течение его творческого пути. Эта книга — «Основы эволюции растений» — оказалась последним трудом Келлера и была издана после его смерти. В ней он поднимает теоретические вопросы — о космической роли растений, о путях и способах эволюции, о растительном индивидууме.

Одним из важнейших положений, высказанных Б. А. Келлером в книге «Основы эволюции растений», является следующее. Признавая индивидуальное развитие основным источником наследственных изменений, на которых строится эволюция, он указывает, каким путём происходят наследственные изменения у растений: 

Сначала под влиянием изменившейся среды растение отвечает на это реакциями приспособлений, которые представляют собой изменения ненаследственные, но затем, при достаточном напряжении действующих факторов в том же направлении, эти ненаследственные изменения раньше или позже скачком переходят в наследственные. Наследственная же природа живых существ представляет целостную систему. И этот переход совершается только тогда, когда в результате перенапряжения происходит известная перестройка и преобразование всей системы.

Основной путь эволюции растений Келлер видел в эколого-физиологической перестройке растений. Таким образом, эволюция растений получает в труде Келлера материальную основу в форме эколого-физиологических изменений организма, фитоценоза: 

В дикой природе видообразование, как правило, захватывает сразу много или даже нередко великое множество особей, которые перерабатывались под влиянием изменяющейся среды на месте, или когда растения, часто целые фитоценозы, проникали в новые области.

Работа Б. А. Келлера по изучению эволюции растений проводилась в организованной им в 1938 году в системе АН СССР лаборатории эволюционной экологии растений, которой после его смерти было присвоено имя её организатора.

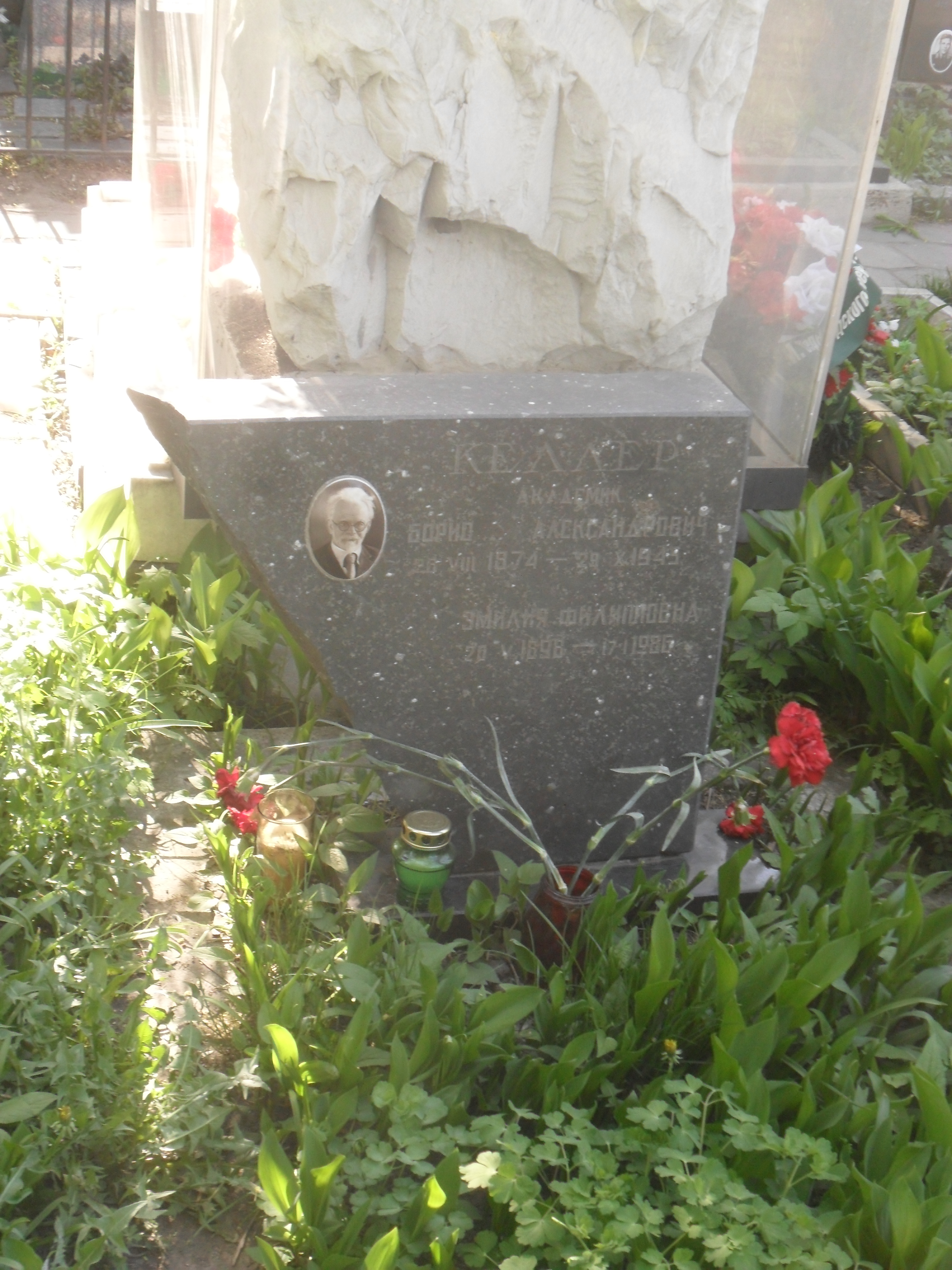
Могила Келлера на Новодевичьем кладбище Москвы

Летом 1945 года Б. А. Келлер тяжело заболел и после трёхмесячной болезни 29 октября 1945 года умер. Похоронен на Новодевичьем кладбище в Москве.

## Почётные звания и награды
- заслуженный деятель науки РСФСР (1929)
- заслуженный деятель науки Туркменской ССР (1944)
- Малая Золотая медаль ВСХВ (1940)
- два ордена Трудового Красного Знамени (28.8.1944; 10.06.1945)

Состоял почётным и действительным членом многих советских и иностранных научных обществ. Почётный член Общества любителей естествознания, антропологии и этнографии (1928), Саратовского общества естествоиспытателей и любителей естествознания (1929), Общества естествоиспытателей при Казанском университете (1930), Государственного ботанического общества (1935), Томского отделения Русского ботанического общества (1930). Председатель Всесоюзного сельскохозяйственного научного инженерно-технического общества (1938), Московского общества содействия зелёному строительству (1930). Член-корреспондент Шведского фитогеографического общества (1930), член Германского ботанического общества.
Удостоен Большой серебряной медали им. Н. М. Пржевальского (Русское географическое общество, 1917). Награждён почётной грамотой Президиума ВС Туркменской ССР, дипломом признательности Всероссийской сельскохозяйственной выставки (1923).
Имя Б. А. Келлера присвоено организованной им Ботанической опытной станции при Воронежском сельскохозяйственном институте и лаборатории эволюционной экологии Института леса АН СССР/РАН.
В его честь названы некоторые виды растений.
В честь Б. А. Келлера названа улица (застроена в 1950-х годах) в Центральном районе Воронежа. Имя Б. А. Келлера носит Ботанический Сад Воронежского государственного аграрного университета.

## Научные труды
Опубликовано около 450 научных трудов Келлера, в том числе 102 книги и брошюры на различные, по преимуществу ботанико-географические и экологические темы. Ряд трудов опубликован за рубежом.
- Общая ботаника. Вып. 1—2. — Воронеж: Коммуна, 1924—1931.
- Ботаника с основами физиологии. — М.; Л.: Сельколхозгиз, 1932. — 269 с.
- Происхождение и развитие жизни на земле. — М.: Сельхозгиз, 1940. — 147 с. — (Науч.-попул. б-ка). — То же. — 2 изд., перераб. и доп. — 1945. — 135 с.
- Избранные сочинения. — М.: изд. АН СССР, 1951. — 496 с.